# Anisognathus igniventris
Anisognathus igniventris là một loài chim trong họ Thraupidae.